# Dernier homme

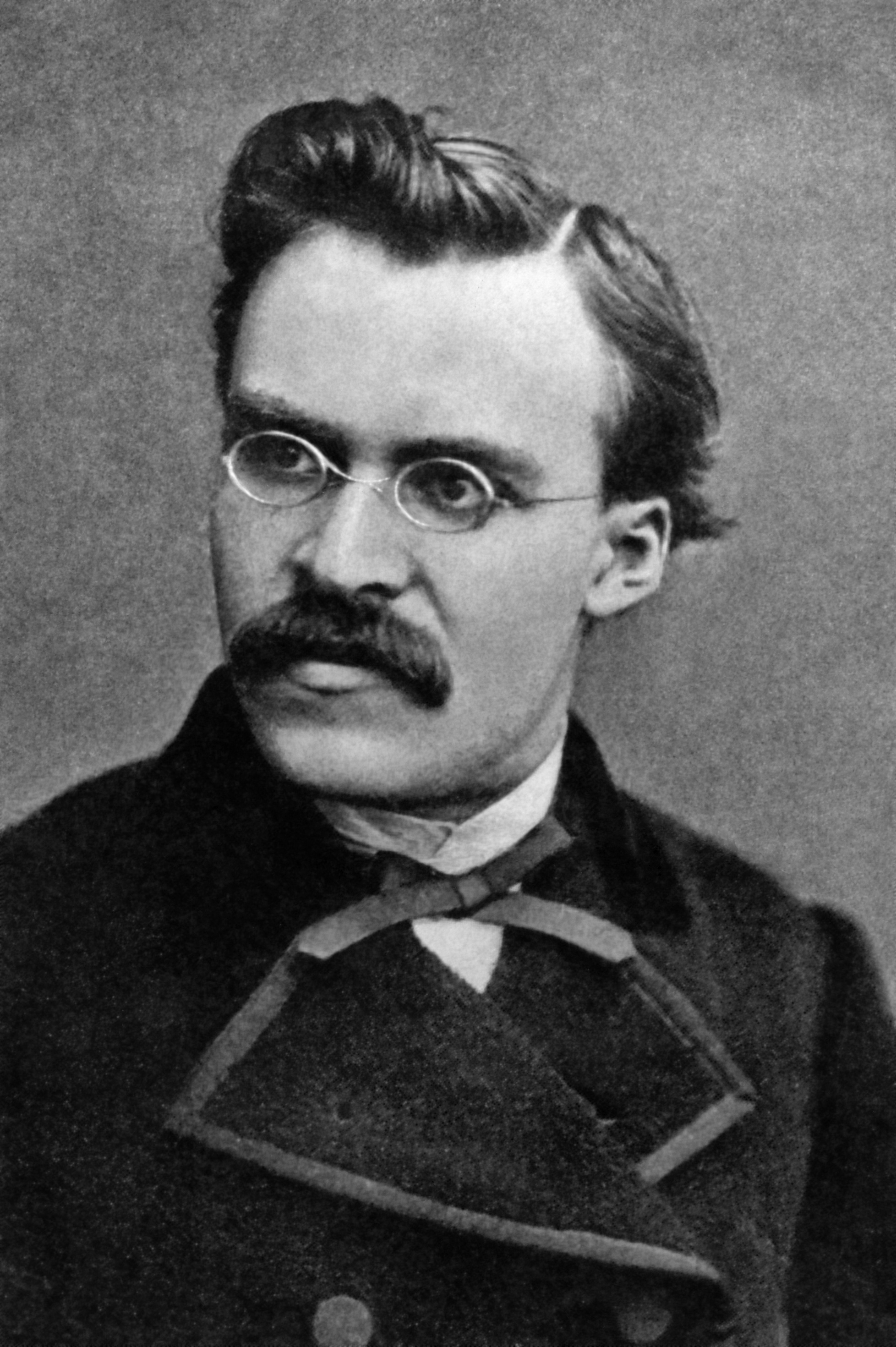
Le philosophe Friedrich Nietzsche en 1869

Le Dernier homme (der letzte Mensch) est une expression utilisée par le philosophe allemand Friedrich Nietzsche, dans Ainsi parlait Zarathoustra, pour désigner l'extinction à venir du dépassement de soi de l'homme. Il représente l'état passif du nihilisme, dans lequel l'homme ne désirera plus rien que le bien-être et la sécurité, et se réjouira de son absence d'ambition. Il s'oppose ainsi à l'affirmation de la Volonté de puissance et à l'élévation de l'homme, dont le symbole est la figure à venir du Surhomme.

## Prophétie dudernier homme
Après avoir tenté d'enseigner le Surhomme aux hommes, Zarathoustra, constatant son échec, veut leur montrer la figure humaine la plus méprisable, afin de susciter en eux le désir de créer la figure nouvelle de l'humanité qu'il est venu leur annoncer : 
« Voici ! Je vous montre le dernier homme.
« Amour ? Création ? Désir ? Étoile ? Qu’est cela ? » – Ainsi demande le dernier homme et il cligne de l’oeil. La terre sera alors devenue plus petite, et sur elle sautillera le dernier homme, qui rapetisse tout. Sa race est indestructible comme celle du puceron ; le dernier homme vit le plus longtemps.
« Nous avons inventé le bonheur, » – disent les derniers hommes, et ils clignent de l’oeil.
Ils ont abandonné les contrées où il était dur de vivre : car on a besoin de chaleur. On aime encore son voisin et l’on se frotte à lui : car on a besoin de chaleur. Tomber malade et être méfiant passe :chez eux pour un péché : on s’avance prudemment. Bien fou qui trébuche encore sur les pierres et sur les hommes ! Un peu de poison de-ci de-là, pour se procurer des rêves agréables.
Et beaucoup de poisons enfin, pour mourir agréablement. On travaille encore, car le travail est une distraction. Mais l’on veille à ce que la distraction ne débilite point. On ne devient plus ni pauvre ni riche : ce sont deux choses trop pénibles. Qui voudrait encore gouverner ? Qui voudrait obéir encore ? Ce sont deux choses trop pénibles. Point de berger et un seul troupeau ! Chacun veut la même chose, tous sont égaux : qui a d’autres sentiments va de son plein gré dans la maison des fous.
« Autrefois tout le monde était fou, » – disent ceux qui sont les plus fins, et ils clignent de l’oeil. On est prudent et l’on sait tout ce qui est arrivé : c’est ainsi que l’on peut railler sans fin.
On se dispute encore, mais on se réconcilie bientôt – car on ne veut pas se gâter l’estomac. On a son petit plaisir pour le jour et son petit plaisir pour la nuit : mais on respecte la santé.
« Nous avons inventé le bonheur, » – disent les derniers hommes, et ils clignent de l’oeil.
Ici finit le premier discours de Zarathoustra, celui que l’on appelle aussi « le prologue » : car en cet endroit il fut interrompu par les cris et la joie de la foule.
« Donne-nous ce dernier homme, ô Zarathoustra, – s’écriaient-ils – rends-nous semblables à ces derniers hommes ! Nous te tiendrons quitte du Surhomme ! »
Et tout le peuple jubilait et claquait de la langue. Zarathoustra cependant devint triste et dit à son cœur : « Ils ne me comprennent pas : je ne suis pas la bouche qu’il faut à ces oreilles. »

## Le type dudernier homme
Le dernier homme n'est pas une figure historique, mais un type d'hommes que Nietzsche imagine comme le plus bas dans la hiérarchie des valeurs. C'est le pendant du Surhomme. Ces deux figures sont des exemples de ce que peut devenir l'humanité, et elles posent donc la question de la finalité de l'homme, de sa capacité de se créer un avenir. Le dernier homme est l'une des figures du « désastre nihiliste » qui menace la culture occidentale.